# Ego (site)
EGO foi um site de notícias brasileiro do portal Globo.com que tinha como foco as celebridades. Foi lançado em 2006 e extinto em 2017.

## História
Foi lançado em fevereiro de 2006, trazendo entrevistas, dicas de comportamento e moda. Além disso, o portal abrigava o Paparazzo, de ensaios sensuais.
Em 2011, o Ego atingiu cinco milhões de pageviews. Uma das maneiras de gerar notícia era a compra de fotos feitas por paparazzi, que são fotógrafos especializados em registrar flagrantes de celebridades.
A própria postura da Globo em adquirir fotografias de famosos já foi alvo de discussões internas entre executivos e artistas da casa. Um exemplo foi o ocorrido em 2012, durante um debate no programa Na Moral. O ator Pedro Cardoso disse que imagens feitas por paparazzi eram publicadas porque havia interesse de sites e revistas. O fotógrafo Felipe Panfili acrescentou, dizendo que a própria Globo era a principal cliente dos paparazzi.
O Ego descontinuado em 2017, quando a Globo preferiu priorizar plataformas já existentes. Dessa forma, o Gshow passou a cobrir os talentos da Globo e o G1 ficou a cargo de outros destaques. O fim do Ego gerou repercussão nas mídias sociais, com o público relembrando as manchetes publicadas no portal de celebridades.
Até 2016, o portal tinha média mensal de de 13,2 milhões de visitantes únicos. Após a extinção, a Globo manteve o arquivo de notícias do Ego.